# Pseudosyrtis neiswestnovae
Pseudosyrtis neiswestnovae is een platworm (Platyhelminthes). De worm is tweeslachtig. De soort leeft in het zoute water.
Het geslacht Pseudosyrtis, waarin de platworm wordt geplaatst, wordt tot de familie Otoplanidae gerekend. De wetenschappelijke naam van de soort werd voor het eerst geldig gepubliceerd in 1965 door Riemann.